# Командування підтримки загальновійськових частин армії США
Командування підтримки загальновійськових частин армії США (англ. United States Army Combined Arms Support Command (CASCOM) — орган військового управління, окреме командування безпосереднього підпорядкування Командування підготовки та доктрини армії США (TRADOC), яке розташовано у форті Грегг-Адамс, штат Вірджинія. CASCOM підпорядковано Центр передового досвіду забезпечення (SCoE), який наглядає та координує п'ять родів військ та служб забезпечення армії (Корпус генерал-ад'ютантів, Фінансовий корпус, Корпус озброєння, Інтендантський корпус, Транспортний корпус) та Університет забезпечення армії. Командувач CASCOM є подвійним головою SCoE. Командир CASCOM також є комендантом форту Грегг-Адамс.

## Призначення
Командування підтримки загальновійськових частин забезпечує навчання, підготовку та підвищення кваліфікації керівного складу американської армії різного рівня, а також розробляє концептуальні основи, доктрини, організаційні зміни, нові довгострокові програми освіти й навчання та інновації з питань всебічного забезпечення з метою підтримки якісного та ефективного ведення військових кампаній за участю армійських формувань та органів військового управління у складі об'єднаних, спільних, міжвидових та експедиційних місій.
CASCOM несе відповідальність за навчання понад 180 000 студентів щорічно через 541 курс, який викладають у школах озброєння, інтендантській і транспортній, Інституті підтримки солдатів та Університеті забезпечення армії.
CASCOM є основним підпорядкованим структурним елементом Командування підготовки та доктрини, який навчає та тренує солдатів і цивільних осіб, розвиває та інтегрує можливості, спроможності, концепції та доктрини, а також виконує інші функціональні обов'язки, щоб уможливити функцію підтримки армії в умовах воєнних дій.